# Departamento de Confluencia
Departamento de Confluencia är en kommun i Argentina.   Den ligger i provinsen Neuquén, i den sydvästra delen av landet, 1 000 km väster om huvudstaden Buenos Aires. Antalet invånare är 314 793. Arean är 7 352 kvadratkilometer.
Terrängen i Departamento de Confluencia är huvudsakligen kuperad.
Omgivningarna runt Departamento de Confluencia är i huvudsak ett öppet busklandskap. Runt Departamento de Confluencia är det ganska glesbefolkat, med 50 invånare per kvadratkilometer.